# ヨコハマ横恋慕
「ヨコハマ横恋慕」（よこはまよこれんぼ）は、はやぶさのデビューシングル。2012年2月22日にビクターエンタテインメントから発売された。

## 収録曲
1. ヨコハマ横恋慕　[3:17]
作詞：仁井谷俊也、作曲：桧原さとし、編曲：伊戸のりお
2. 身も心も・・・　[4:18]
作詞：仁井谷俊也、作曲：桧原さとし、編曲：伊戸のりお
3. ヨコハマ横恋慕(オリジナル・カラオケ)　[3:17]
4. 身も心も・・・(オリジナル・カラオケ)　[4:18]
5. ヨコハマ横恋慕(メロ入りカラオケ)　[3:17]
6. 身も心も・・・(メロ入りカラオケ)　[4:18]
7. ヨコハマ横恋慕(女声用カラオケ)　[3:14]